# Hans Riefling
Hans Riefling ist ein ehemaliger deutscher Basketball-Nationalspieler. 

## Laufbahn
1967 wechselte der Aufbauspieler von Post Mannheim zum USC Heidelberg in Basketball-Bundesliga und wurde mit der Mannschaft im ersten Jahr deutscher Vizemeister. 1970 erreichte Riefling mit dem USC abermals den zweiten Rang. 1973 gewann er mit den Heidelbergern die deutsche Meisterschaft und war als Stammspielmacher der Truppe von Trainer Dick Stewart an diesem Erfolg beteiligt. Während seiner Heidelberger Zeit kam er auch zu Einsätzen im Europapokal. In der Folgesaison 1973/74 musste man dem SSV Hagen den Vortritt lassen und wurde Meisterschaftszweiter, 1974/75 wurde Heidelberg von Gießen in den Endspielen geschlagen, also gab es wieder Silber für Riefling und seine Mannschaftskameraden. 1977 errang er mit dem USC (unter Leitung von Trainer Hans Leciejewski) den zweiten deutschen Meistertitel seiner Laufbahn und wurde Pokalsieger. Er beendete nach dem Triumph seine Spielerkarriere.
Von 1986 bis 1989 war Riefling Trainer der Herrenmannschaft der KuSG Leimen.

## Nationalmannschaft
Riefling bestritt zwischen 1967 und 1972 15 A-Länderspiele für die Bundesrepublik Deutschland.